# Rhoicinus wapleri
Rhoicinus wapleri är en spindelart som beskrevs av Simon 1898. Rhoicinus wapleri ingår i släktet Rhoicinus och familjen Trechaleidae.
Artens utbredningsområde är Venezuela. Inga underarter finns listade i Catalogue of Life.